# Pound-Rebka-experiment

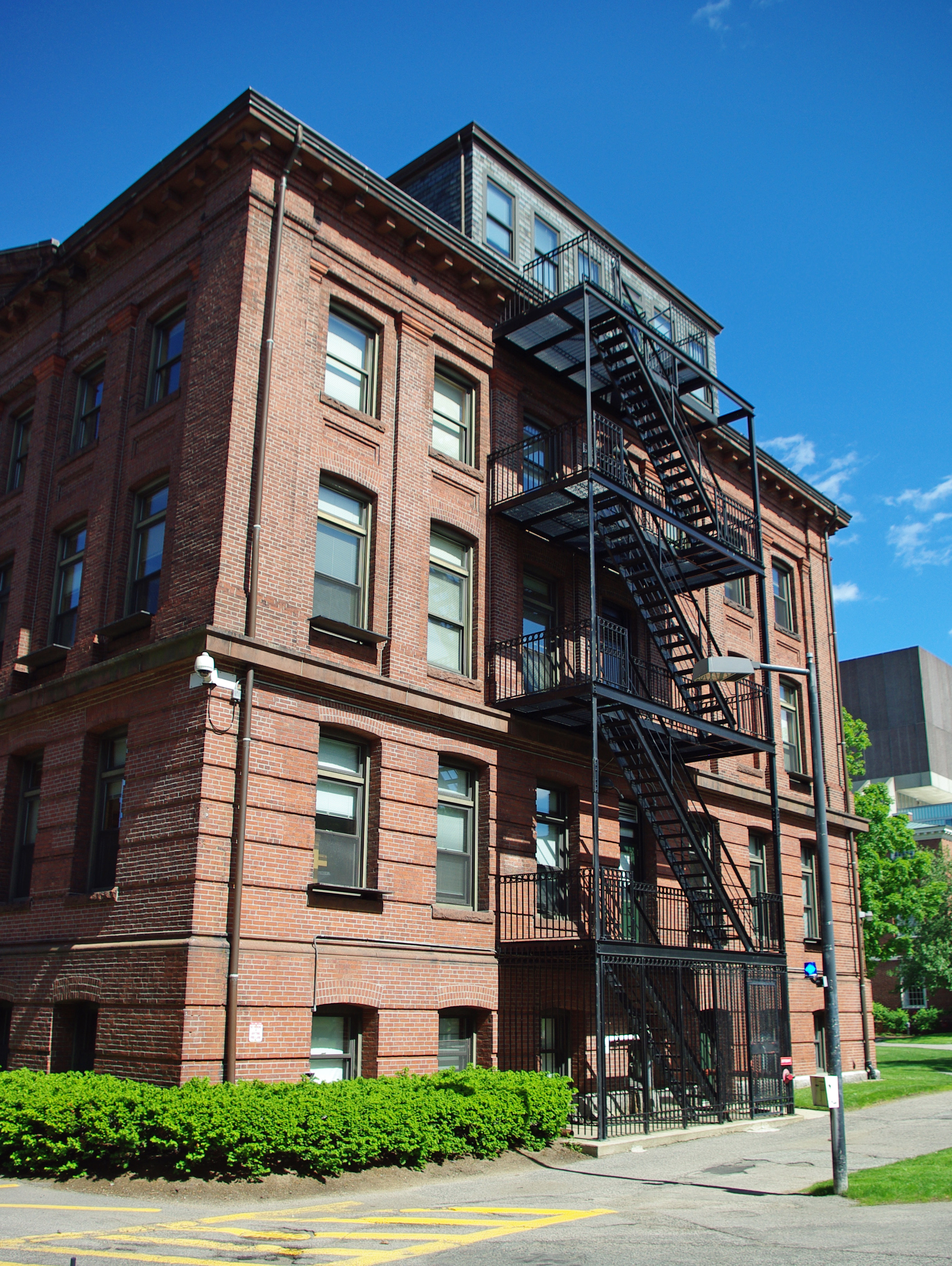
Gevel van het Jefferson laboratorium met bovenaan het dak van de toren.

Het Pound-Rebka experiment was een natuurkundig experiment waarin gammastralen die werden uitgezonden nabij de top van een toren werden opgevangen en gemeten nabij de bodem van dezelfde toren met een hoogteverschil van 22,56 meter. Het doel van het experiment was het testen van de algemene relativiteitstheorie van Albert Einstein door aan te tonen dat identieke klokken niet synchroon lopen in een gravitatieveld op die plaatsen waartussen een hoogteverschil bestaat. Het experiment maakt gebruik van het Mössbauereffect  om de relatieve frequentieverandering ( 5x10-15) te meten en werd in 1959 voorgesteld door de natuurkundige Robert Pound en zijn assistent Glen Rebka. Het was het laatste in een reeks klassieke experimenten om het equivalentieprincipe van de algemene relativiteitstheorie te verifiëren.  Het experiment werd begin 1960 uitgevoerd in het Jefferson laboratorium van de Harvard Universiteit. De nauwkeurigheid van de meting bedroeg 10% en deze werd in 1964 door R. Pound en G. V. Snider nog opgevoerd tot beter dan 1%.